# Knut Lundstrøm
Knut Lundstrøm (17 de febrero de 1951) es un deportista noruego que compitió en carrera de trineo en hielo y esquí de fondo adaptado. Ganó 21 medallas en los Juegos Paralímpicos de Invierno entre los años 1988 y 1998.

## Palmarés internacional
| Juegos Paralímpicos | Juegos Paralímpicos   | Juegos Paralímpicos | Juegos Paralímpicos |
| Año                 | Lugar                 | Medalla             | Prueba              |
| ------------------- | --------------------- | ------------------- | ------------------- |
| 1988                | Innsbruck (Austria)   | Medalla de oro      | 100 m grado II      |
| 1988                | Innsbruck (Austria)   | Medalla de oro      | 500 m grado II      |
| 1988                | Innsbruck (Austria)   | Medalla de oro      | 1000 m grado II     |
| 1988                | Innsbruck (Austria)   | Medalla de oro      | 1500 m grado II     |
| 1994                | Lillehammer (Noruega) | Medalla de plata    | 100 m LW10-11       |
| 1994                | Lillehammer (Noruega) | Medalla de plata    | 1000 m LW10-11      |
| 1994                | Lillehammer (Noruega) | Medalla de plata    | 1500 m LW10-11      |
| 1994                | Lillehammer (Noruega) | Medalla de bronce   | 500 m LW10-11       |
| 1998                | Nagano (Japón)        | Medalla de oro      | 100 m LW11          |
| 1998                | Nagano (Japón)        | Medalla de oro      | 500 m LW11          |
| 1998                | Nagano (Japón)        | Medalla de oro      | 1000 m LW11         |
| 1998                | Nagano (Japón)        | Medalla de oro      | 1500 m LW11         |

| Juegos Paralímpicos | Juegos Paralímpicos   | Juegos Paralímpicos | Juegos Paralímpicos            |
| Año                 | Lugar                 | Medalla             | Prueba                         |
| ------------------- | --------------------- | ------------------- | ------------------------------ |
| 1988                | Innsbruck (Austria)   | Medalla de oro      | 5 km distancia corta grado II  |
| 1988                | Innsbruck (Austria)   | Medalla de oro      | 10 km distancia larga grado II |
| 1988                | Innsbruck (Austria)   | Medalla de oro      | 3 × 2,5 km grado I-II          |
| 1992                | Albertville (Francia) | Medalla de oro      | 3 × 2,5 km LW10-11             |
| 1992                | Albertville (Francia) | Medalla de plata    | 10 km distancia larga LW11     |
| 1992                | Albertville (Francia) | Medalla de bronce   | 5 km distancia corta LW11      |
| 1994                | Lillehammer (Noruega) | Medalla de oro      | 15 km silla de esquí LW11      |
| 1994                | Lillehammer (Noruega) | Medalla de oro      | 3 × 2,5 km sentado             |
| 1994                | Lillehammer (Noruega) | Medalla de plata    | 10 km silla de esquí LW11      |